# Magnus Eriksson (Eishockeyspieler, 1973)
Magnus Eriksson (* 12. August 1973 in Österhaninge, Gemeinde Haninge) ist ein ehemaliger schwedischer Eishockeytorwart und jetziger -trainer.

## Karriere
Magnus Eriksson begann seine Karriere als Eishockeyspieler beim Hammarby IF, für dessen Profimannschaft er von 1989 bis 1997 in der damals noch zweitklassigen Division 1 aktiv war. Anschließend erhielt er einen Vertrag beim VIK Västerås HK, für den er drei Jahre lang in der Elitserien verbrachte, ehe er in der Saison 2000/01 mit dem Färjestad BK erst im Playoff-Finale am Djurgårdens IF scheiterte. Daraufhin wechselte der Torwart erstmals ins europäische Ausland, wo er drei Spielzeiten lang für die Augsburger Panther in der Deutschen Eishockey Liga zwischen den Pfosten stand.
Im Sommer 2004 wurde Eriksson vom HC Milano Vipers aus der italienischen Serie A verpflichtet, mit dem er 2005 und 2006 jeweils die nationale Meisterschaft gewann. Zudem war der Schwede mit den Lombarden 2005 in der Coppa Italia, sowie 2006 in der Supercoppa Italiana erfolgreich. Nachdem er die Saison 2006/07 erneut beim HC Milano Vipers begonnen hatte, wechselte er im Laufe der Spielzeit zum EC Red Bull Salzburg, mit dem er Österreichischer Meister wurde.
Die Saison 2007/08 verbrachte Eriksson komplett in der dänischen AL-Bank Ligaen bei den Odense Bulldogs und Sønderjysk Elitesport. Die folgende Spielzeit begann er beim HK Junost Minsk in der belarussischen Extraliga und beendete sie in seiner schwedischen Heimat beim IF Björklöven aus der zweitklassigen HockeyAllsvenskan. Im Anschluss ging Eriksson für die schwedischen Drittligisten Mörrums GoIS IK und Nacka HK aufs Eis. Im Februar 2011 wurde Eriksson vom HC Gherdëina aus der Serie A2 als Torwarttrainer und im Notfall als Torhüter verpflichtet. In den Playoffs bestritt er acht Spiele für die Mannschaft, ehe er seine Karriere beendete.

### International
Für Schweden nahm Eriksson an der Weltmeisterschaft 1998 teil, bei der er mit seiner Mannschaft als Ersatztorwart Weltmeister wurde, selbst jedoch nicht zum Einsatz kam.

## Erfolge und Auszeichnungen
- 1998 Goldmedaille bei der Weltmeisterschaft
- 1999 Bronzemedaille bei der Weltmeisterschaft
- 2001 Schwedischer Vizemeister mit dem Färjestad BK
- 2002 Teilnahme am DEL All-Star Game
- 2005 Italienischer Meister mit dem HC Milano Vipers
- 2005 Coppa Italia-Gewinn mit dem HC Milano Vipers
- 2006 Italienischer Meister mit dem HC Milano Vipers
- 2006 Supercoppa Italiana-Gewinn mit dem HC Milano Vipers
- 2007 Österreichischer Meister mit dem EC Red Bull Salzburg